# Synagelides tianmu
Synagelides tianmu là một loài nhện trong họ Salticidae.
Loài này thuộc chi Synagelides. Synagelides tianmu được Da-xiang Song miêu tả năm 1990.